# Ferrocarril del Pacífico (Colombia)
El Ferrocarril del Pacífico (FDP) es una empresa privada que opera en el suroccidente de Colombia, en el departamento del Valle del Cauca, Su propiedad accionaria mayor está en manos de la compañía Impala, con sede central en Suiza. Opera entre el Puerto de Buenaventura y el municipio de Yumbo, en el valle geográfico del río Cauca, y se están adelantando trabajos para que el servicio se expanda hasta municipios cercanos. Actualmente se encuentra en proceso de reactivación. 

## Historia

### Proyecto
Desde la Colonia y conseguida la independencia se identificó la necesidad de un camino que conectara a Buenaventura con Cali. Simón Bolívar le encomendó esa tarea al Coronel Eusebio Borrero en 1829, pero las dificultades económicas hicieron que él no pudiera cumplir con la orden del Libertador.
Tomás Cipriano de Mosquera, oficiando como presidente de la Nueva Granada, impulsó en 1846 una ley para elevar el carácter del camino como de carácter nacional para que recibiera todo el apoyo presupuestario posible. Con este apoyo a finales de la década de los 40s el ingeniero polaco Estanislao Zawadzky dirigió los trabajos de exploración que indicaron que el mejor camino a seguir para atravesar la cordillera occidental era siguiendo el curso del río Dagua.
El mismo Mosquera obtiene en 1854 del presidente José María Obando el otorgamiento de un permiso de explotación exclusiva de un camino carreteable entre Buenaventura y Cali, permiso que consistía en el usufructo de las rentas de un peaje a toda la carga que utilizare el camino así como un apoyo económico de 125.000 hectáreas de tierras baldías. Tomás Cipriano de Mosquera crea la Compañía Empresarial del Camino de Ruedas de Buenaventura a Cali en 1859, comenzando oficialmente los primeros trabajos de apertura de un camino que articulara al Océano Pacífico con el interior del país.
Como precedentes de este camino estuvieron el que abrió Francisco Jaramillo desde 1592 y más tarde el abierto por el trasantepenúltimo Alférez Real de Cali, Manuel de Caycedo y Tenorio, comerciante y hacendado de la región, propietario de la Hacienda Cañasgordas y padre del prócer Joaquín de Cayzedo y Cuero. Manuel de Caycedo, ilustre personaje  provincial de la Colonia, hace parte del relato de Eustaquio Palacios, El Alférez Real. 
En 1863 Frank Shultz propuso el primer plan de una vía férrea para conectar ambos municipios, pero aparentemente debido a los intereses de Mosquera y del Estado Colombiano, que era el principal socio de la Compañía empresarial, esta propuesta fue rechazada. Sin embargo, dos años después, en 1865, al tiempo que avanzaba la vía carreteable Mosquera, ministro de Colombia en Gran Bretaña, contrató un empréstito en Londres por 1,5 millones de libras esterlinas para avanzar los trabajos y realizó la primera compra de rieles para iniciar la construcción de la vía férrea. La Compañía empresarial del Camino de Ruedas de Buenaventura a Cali quedó ilíquida en 1871 e hizo un esfuerzo basado en los pagos por peaje para llevar el camino hasta Córdoba, lo que sumó 65 km de vía carreteable. En 1873 se inauguró la vía y el resto del camino hasta Cali siguió siendo una trocha muy peligrosa e inestable, de dificultoso tránsito.

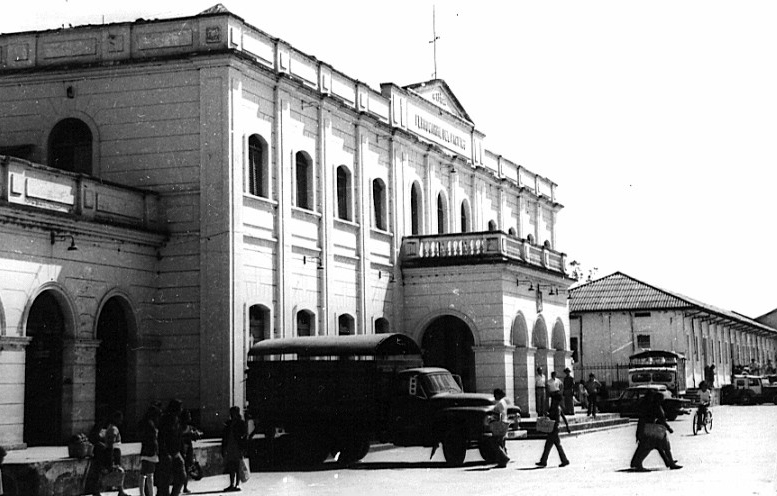
Estación del Ferrocarril en Popayán, demolida en 1975

### Trayectos del Ferrocarril del Pacífico
Fue un proyecto de Estado colombiano. Actualmente, de la trayectoria de este ferrocarril, unas partes están reconstruidas (como Buenaventura – Cali – Palmira - Zarzal) aunque en precario o nulo servicio; otras desaparecieron físicamente o prácticamente (como Popayán - Cali), otras están en reconstrucción, con muchos y grandes problemas (como Zarzal - Cartago - La Felisa), otras nunca se construyeron (como Pasto - Popayán).
Los principales trayectos son:
- Trayecto Buenaventura - Cali. Buenaventura km 0, Córdoba 20, Cisneros 55, Caldas (Hoy Dagua) 82, Lomitas 109, Bitaco 120, La Cumbre 129, Yumbo 158, Puerto Isaac 161, Cali km 174.
- Trayecto Cali - Popayán. Cali km 174, La Viga 189, Jamundí 196,  Guachinte 208, Timba 216, San Francisco 226, Suárez 239, El Hato 260, Morales 274, Piendamó 293, Cajibío 305, Popayán km 333.
- Trayecto Cali – Cartago . Cali km 174, Guanabanal 185, Palmira 199, El Cerrito 217,  Guacarí 226, Buga 241, San Pedro 254, Tuluá 265, Andalucía 275, Bugalagrande 280, La Paila 295. Zarzal 304, La Victoria 319, Obando 327, Zaragoza 341, Cartago km 347.
- Derivación Zarzal – Armenia. Zarzal km 0, Vallejuelo Km 10, Estación Álvarez Salas (Quebrada Nueva) Km 16, Corozal Km 21, Caicedonia Km 28, Maravélez Km 31, La Tebaida Km 40, Estación Ortega Díaz Km 45, Armenia Km 57.
- Trayecto Cartago – La Pintada. Cartago km 347, La Marina 349, Puerto Caldas 360, La Virginia 370, La Hermosa 381, Belalcázar 389, La Miranda 399, Arauca 413, El Retiro 419, Colombia 423, El Bosque 430, El Pintado 452, La Felisa 459, Salamina 468, Pácora 478, La María 484, Aguadas 492, Alejandro López (La Pintada) km 506.

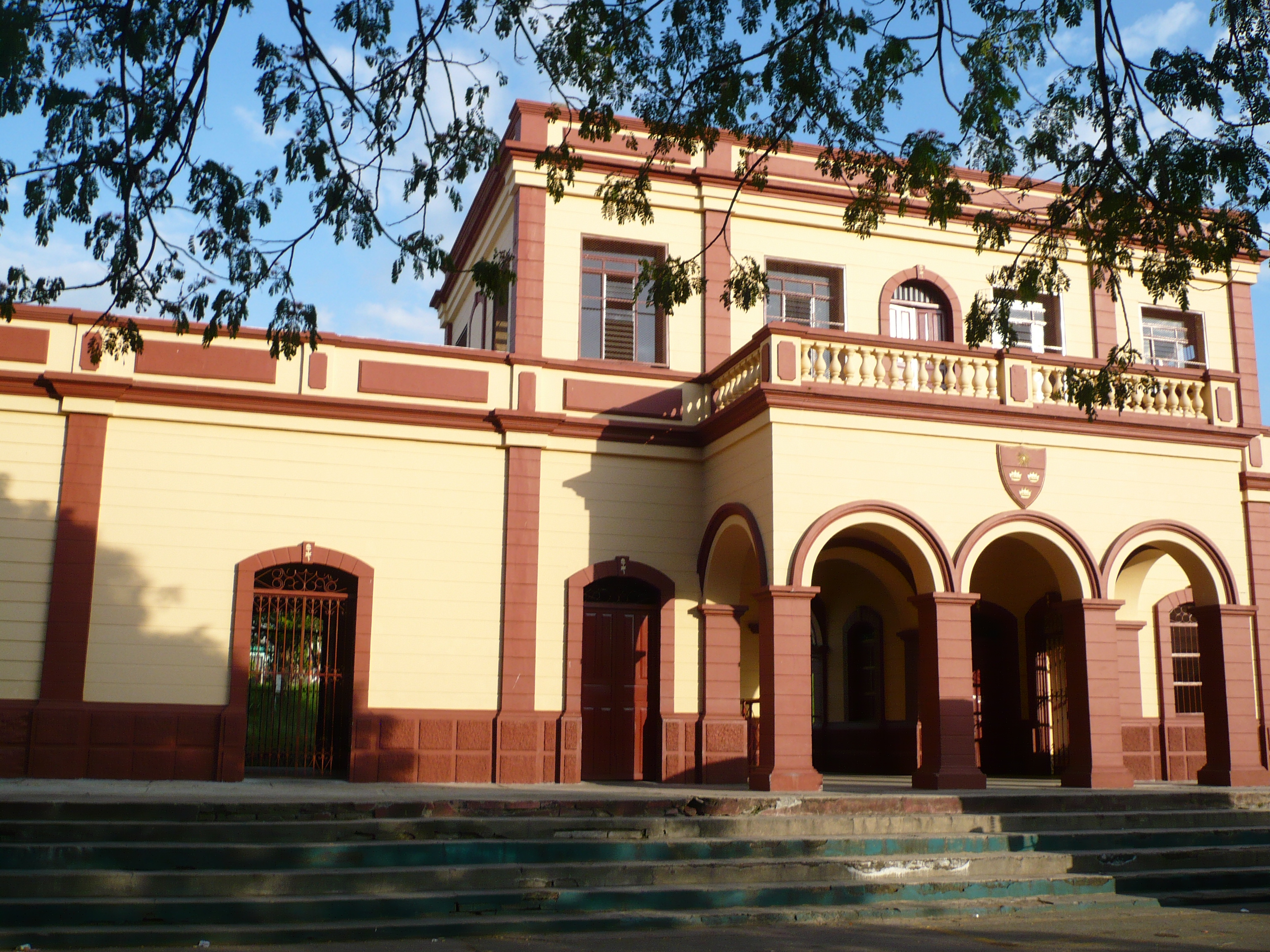
Estación Cartago
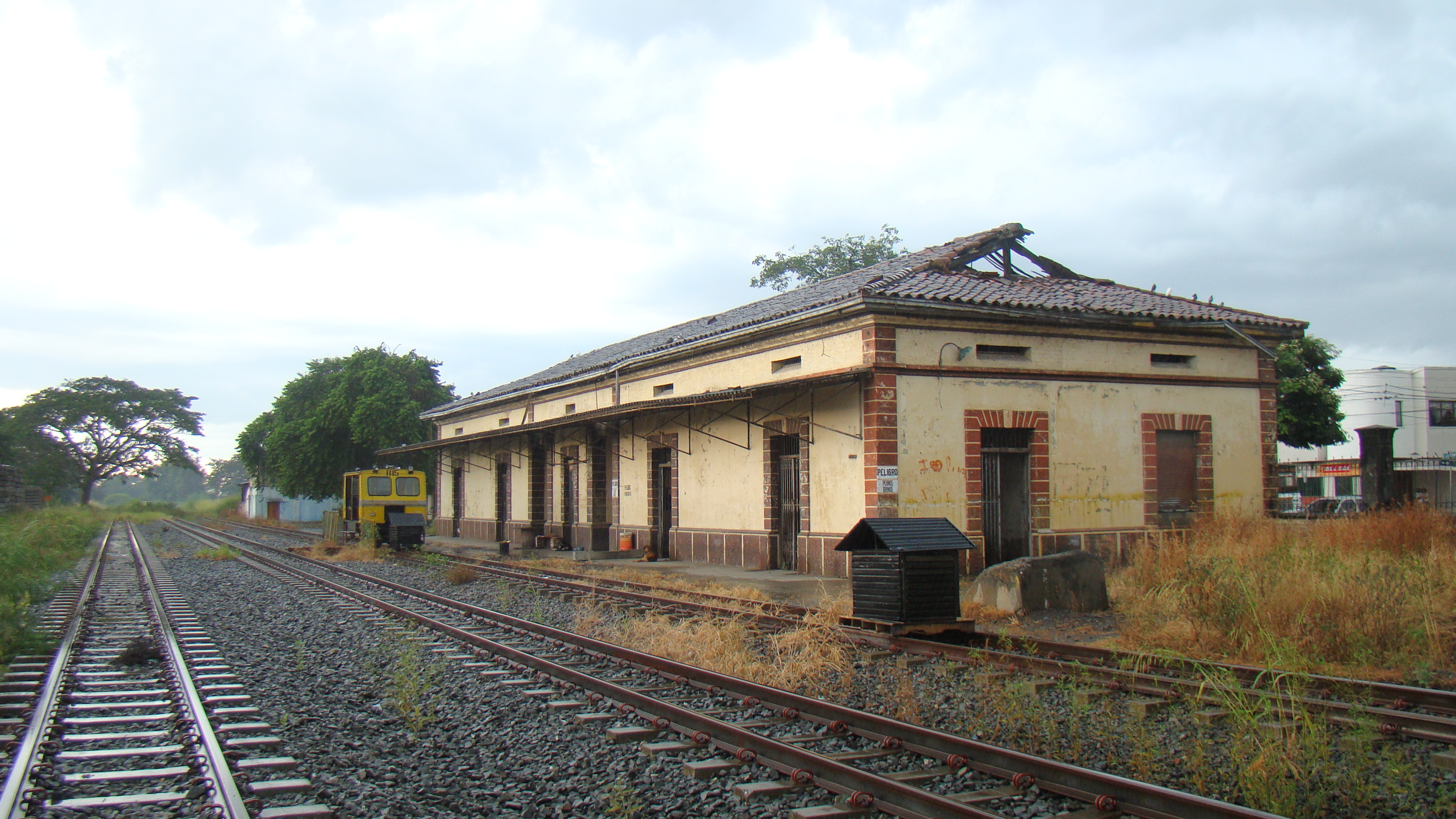
Estación Zarzal
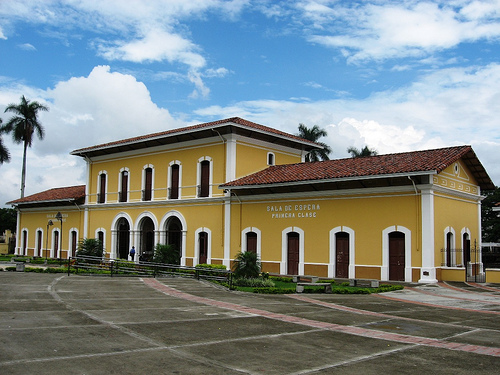
Estación Buga
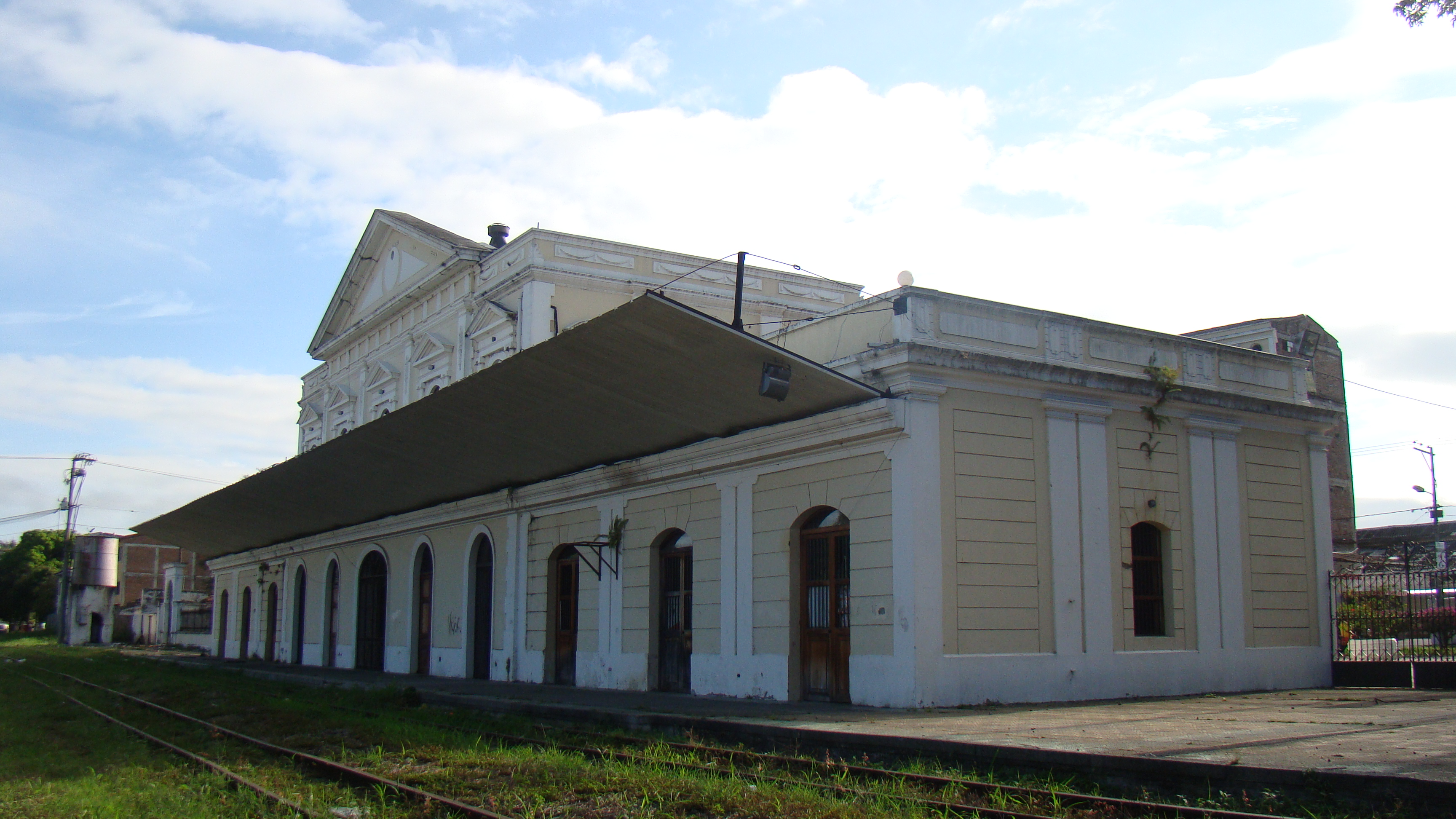
Estación Palmira